# ABC-analys
ABC-analys  är en form av beteendeanalys som används inom psykoterapi.
ABC-analys står för Antecedent-Behaviour-Consequence men kallas även SBK-analys och betyder då Signal–Beteende–Konsekvens. Dessa tre delar ingår i en funktionsanalys eller beteendeanalys vilken nyttjas i beteendeterapi och vid beteendestyrning i organisationer (Organisational management). 
I en situation finns ett stimulus, eller signal (antecedent/föregångare), vilket triggar ett visst beteende. Detta i sin tur kan få, eller inte få, konsekvenser. Dessa konsekvenser kan vara positiva eller negativa. Detta beteende kan upprepas om konsekvensen är att slippa en negativ känsla eller att få en positiv känsla. Ett beteende tros kunna förstås och förklaras genom att se på i vilken situation det inträffar samt vilka konsekvenser det har.